# HC Ołomuniec
HC Ołomuniec – czeski klub hokejowy z siedzibą w Ołomuńcu.
Od 2006 właścicielem klubu jest jego były zawodnik Jiří Dopita.

## Dotychczasowe nazwy
- Spartak Moravia Olomouc (1955−1958)
- Moravia Olomouc (1958−1965)
- TJ Moravia DS Olomouc (1965−1979)
- TJ DS Olomouc (1979−1992)
- HC Olomouc (1992-1997)
- HC MBL Olomouc (1997-2001)
- HC Olomouc (od 2001)

## Sukcesy
- Złoty medal mistrzostw Czech: 1994 (pierwszy w historii mistrz kraju)
- Brązowy medal 1. ligi: 2008, 2010, 2012
- Srebrny medal 1. ligi: 2013